# Turenne (Corrèze)
Turenne   é uma comuna francesa na região administrativa da Nova Aquitânia, no departamento de Corrèze. Estende-se por uma área de 28,03 km². Em 2010 a comuna tinha 845 habitantes (densidade: 30,1 hab./km²).
Pertence à rede das As mais belas aldeias de França.